# Alois Mrštík

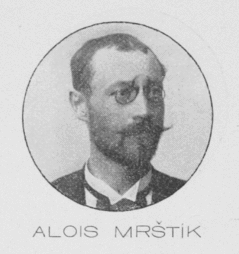
Alois Mrštík im Jahre 1903

Alois Mrštík (* 14. Oktober 1861 in Jimramov (Ingrowitz); † 24. Februar 1925 in Brünn) war ein tschechischer Schriftsteller und Dramaturg.

## Leben
Mrštík ist der ältere Bruder des Autors Vilém Mrštík. Er besuchte die deutsche Realschule in Brünn und studierte anschließend Pädagogik. Er lehrte in der Slowakei, kehrte aber bald nach Mähren zurück. Ab 1889 war er Verwalter der Einklassenschule in Diváky (Diwak).

## Werke

### Zeitschrift
Mit seinem Bruder redigierte er die Zeitschrift Moravskoslezská revue.

### Roman
- Rok na vsi – 1903

### Erzählungen
- Dobré duše – 1893
- Bavlníkova žena – 1897, herausgegeben mit Vilém Mrštík

### Sonstige Bücher
- Obrazy z Tater
- Idyla celoročního života

### Theaterstücke
Mrštíks bekanntestes Theaterstück ist das realistische Drama Maryša, das er gemeinsam mit seinem Bruder Vilém verfasste. Es stellt eine kritische Betrachtung der Verhältnisse in mährischen Dörfern der damaligen Zeit dar. Es wird die Geschichte des jungen Mädchens Maryša erzählt, die aus finanziellen Gründen mit dem Witwer Vávra verheiratet wird. Die Ehe, in welche Vávra drei Kinder mit einbringt, durchläuft zahlreiche Spannungen und endet tragisch. Das Drama veranschaulicht die finanziellen Unterschiede in den Dörfern und die ungleiche Stellung von Frau und Mann.